# August Mau
August Mau, född 15 oktober 1840 i Kiel, död 6 mars 1909 i Rom, var en tysk arkeolog.
Mau blev 1863 gymnasielärare i Glückstadt, men tvingades av häsoskäl ta avsked och var från 1872 bosatt i Rom. År 1873 anställdes han vid tyska arkeologiska institutet där och skrev i dess handlingar årsberättelser över utgrävningarna i Pompeji, där han uppehöll sig varje sommar, länge som stamgäst i det enkla Albergo il Sole. Särskilt ägnade han sig åt studiet av de pompejanska väggmålningarna, vilkas stilhistoria han utredde. Många svenskar gjorde i Pompeji bekantskap med den flärdfrie, tillbakadragne mannen, men som villigt stod vetenskapliga forskare till tjänst.
Bland Maus skrifter kan nämnas Geschichte der dekorativen Wandmalerei in Pompeji (1882), Führer durch Pompeji (femte upplagan 1910), Pompeji in Leben und Kunst (1900, andra upplagan 1908) samt tillsammans med Karl Zangemeister andra delen av supplementet till fjärde bandet av Corpus Inscriptionum Latinarum (1909).